# Corral (Cile)
Corral è un comune del Cile che si affaccia sulla Baia di Corral, della provincia di Valdivia nella Regione di Los Ríos. Al censimento del 2002 possedeva una popolazione di 5.463 abitanti.

## Società

### Evoluzione demografica
| Censimento del 1992 | Censimento del 2002 |
| 5.765 ab.           | 5.463 ab.           |